# Mallotus paniculatus
Mallotus paniculatus är en törelväxtart som först beskrevs av Jean-Baptiste de Lamarck, och fick sitt nu gällande namn av Johannes Müller Argoviensis. Mallotus paniculatus ingår i släktet Mallotus och familjen törelväxter.

## Underarter
Arten delas in i följande underarter:
- M. p. formosanus
- M. p. paniculatus

## Bildgalleri

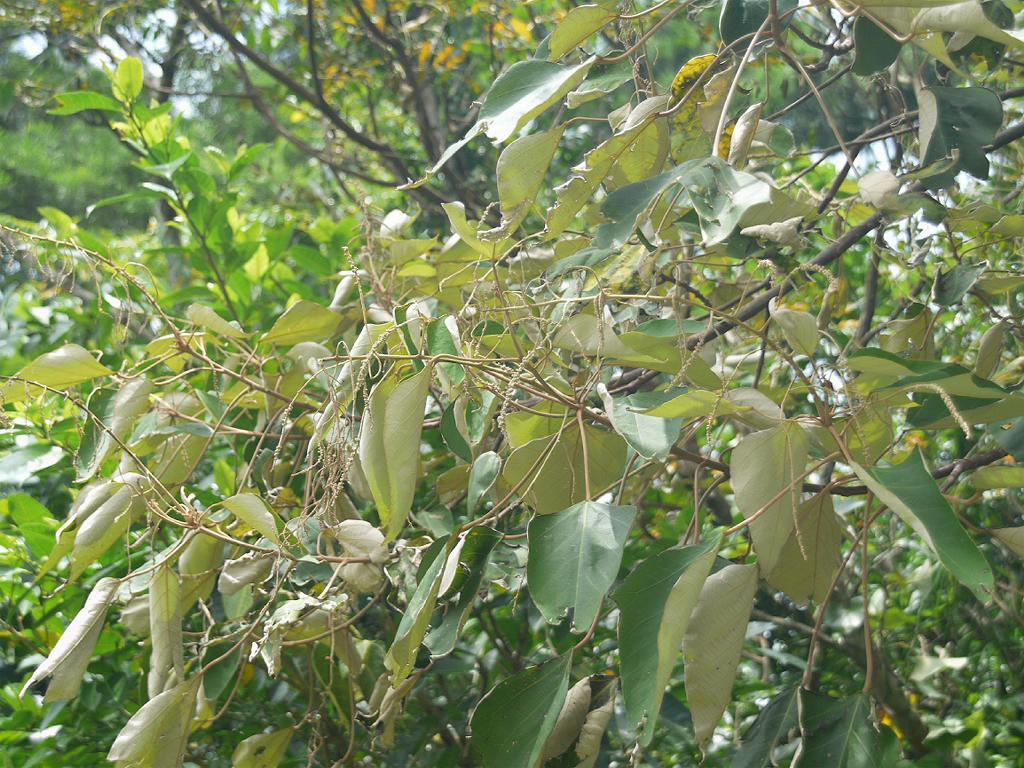